# آثار قرمز
آثار قرمز (به انگلیسی: Traces of Red) فیلمی محصول سال ۱۹۹۲ و به کارگردانی اندی وولک است. در این فیلم بازیگرانی همچون جیم بلوشی، لورین براکو، تونی گلدوین، ویلیام راس، فی گرانت، جیم پوداک و اد آماترودو ایفای نقش کرده‌اند.